# Dimitris Limnios
Dimitrios "Dimitris" Limnios (gr. Δημήτριος "Δημήτρης" Λημνιός; ur. 27 maja 1998 w Wolosie) – grecki piłkarz grający na pozycji napastnika. Od 2021 roku zawodnik FC Twente, do którego jest wypożyczony z 1. FC Köln.

## Życiorys
Jego matka jest Brazylijką. W czasach juniorskich trenował w Niki Wolos i PAE Atromitos. W latach 2014–2017 był piłkarzem seniorskiego zespołu Atromitosu. W jego barwach zadebiutował w rozgrywkach Superleague Ellada – miało to miejsce 25 października 2014 w zremisowanym 1:1 meczu z PAE Ergotelis. 1 lipca 2017 odszedł za około 900 tysięcy euro do PAOK FC. W 2020 przeszedł do 1. FC Köln, a w 2021 został wypożyczony do FC Twente.
W reprezentacji Grecji zadebiutował 15 maja 2018 w przegranym 0:2 towarzyskim meczu z Arabią Saudyjską.